# 조시 허처슨
조시 허처슨(Josh Hutcherson, 1992년 10월 12일 ~ )은 본명이 조슈아 라이언 허처슨(Joshua Ryan Hutcherson)인 미국의 배우이다. 허처슨은 1990년대 초반부터 활동을 시작하였으며, 영화와 텔레비전에 단역으로 출연하며 경력을 쌓았다. 아역 배우로 성장한 허처슨은 《폴라 익스프레스》 (2004), 《리틀 맨하탄》 (2005), 《자투라: 스페이스 어드벤쳐》 (2004), 《런어웨이 버케이션》 (2006), 《비밀의 숲 테라비시아》 (2007), 《파이어하우스 독》 (2007), 《잃어버린 세계를 찾아서》 (2008), 《틴에이지 뱀파이어》 (2009) 등에 출연하였다. 젊은 예술가상 남우주연상에 다섯 번 후보로 지명된 허처슨은 그 중 세 번 수상하였다. 2012년, 수잰 콜린스의 소설 시리즈 《헝거 게임 삼부작》을 원작으로 한 《헝거 게임 영화 시리즈》에서 피타 멜라크 역으로 캐스팅되었다. 이에 따라, 2011년에 《헝거 게임: 판엠의 불꽃》이 공개되었으며, 2014년에는 《헝거 게임: 캣칭 파이어》가 공개되었다. 2013년에는 영화 시리즈의 네 번째 작품인 《헝거 게임: 모킹제이》가 공개되었다.

## 성장 과정
허처슨은 1992년 10월 12일 켄터키주 유니언에서 델타 항공 직원이었던 어머니 크리스티나 미셸과 환경보호국 (EPA)의 분석가인 아버지 크리스토퍼 리 허처슨 사이에서 태어났다. 형제자매로는 남동생 코너가 있다. 허처슨은 잉글랜드계, 스코틀랜드계, 독일계, 아일랜드계의 혈통을 지닌다. 유니언에 있는 뉴헤이븐 초등학교를 다녔으며, 배우 일을 시작한 9살 때부터는 어머니와 개인 교사로부터 홈스쿨링을 받았다.

## 경력

### 2002-2010
2002년 1월, 허처슨과 어머니는 연기 강사인 밥 루크를 만나기 위해 로스앤젤레스로 갔으며, TV 파일럿에 출연하기 위해 여러 오디션을 보았다. 2002년, 《하우스 블렌드》의 파일럿 에피소드에 니키 하퍼 역으로 등장하였고, 같은 해에 《ER》의 한 에피소드와 《비커밍 글렌》 파일럿에 출연하였다. 2003년에는 애니멀 플래닛에서 공개된 텔레비전 영화 《미라클 독스》에서 주연인 찰리 로건 역을 연기했다. 이 작품은 좋은 평을 받았고, 로튼 토마토에서 79%를 받았다. 같은 해, 피터 포크와 팀 데일리와 같이 연기한 텔레비전 영화 《와일더 데이스》에서 연기를 하였으며, 마찬가지로 좋은 평을 받은 《아메리칸 스플렌더》에 단역으로 출연하였다. 2004년에는 《폴라 익스프레스》에 허처슨의 표정과 움직임이 모션 캡처된 소년 영웅을 연기하였다. 영화는 평이 갈렸다. 또한, 허처슨은 크리스천 베일과 빌리 크리스털과 같이 공동 목소리 출연한 일본의 애니메이션 영화 《하울의 움직이는 성》에서 마르클 역 더빙을 맡았다.

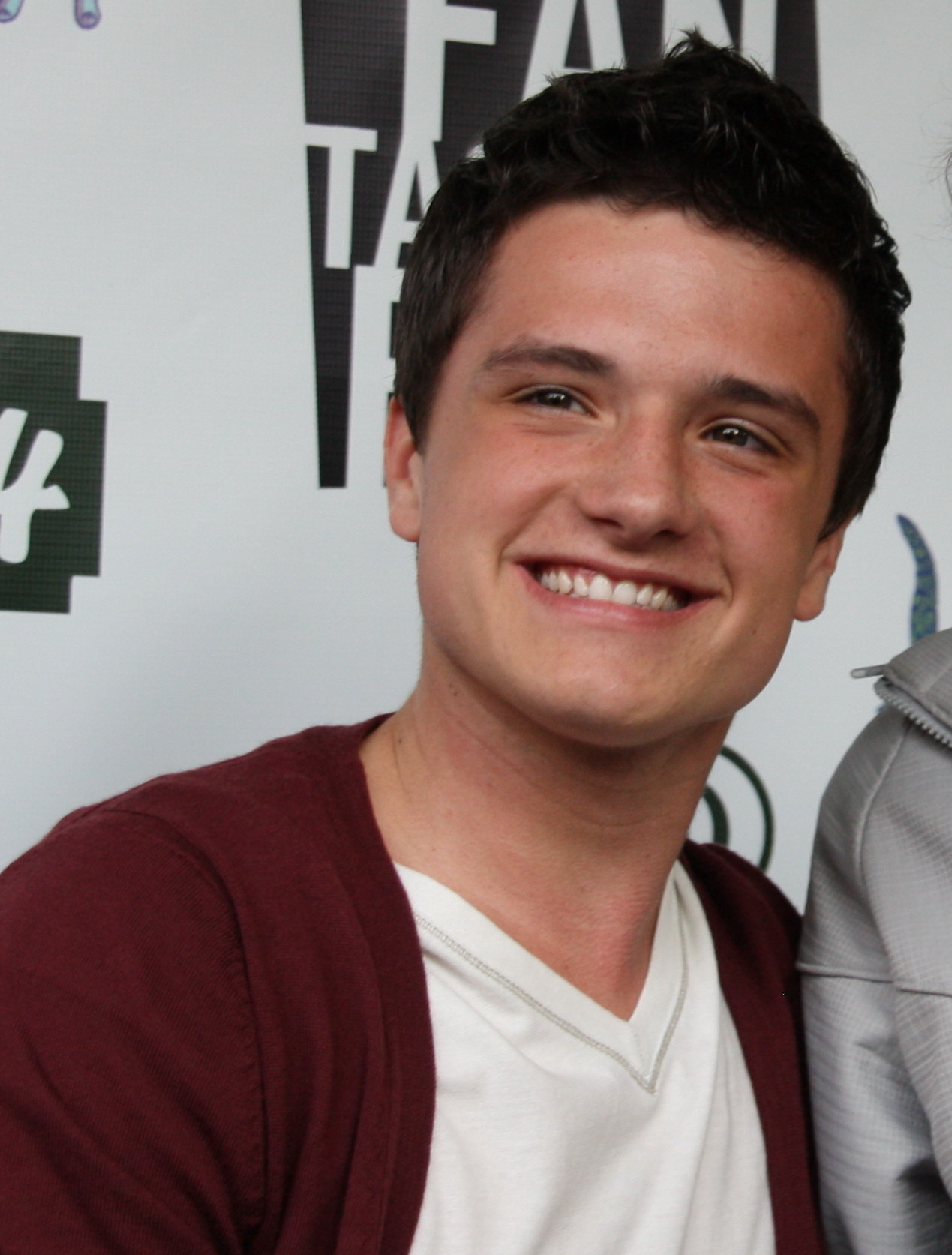
2009년 《틴에이지 뱀파이어》 프리미어에서 허처슨

2005년, 윌 페럴이 주연인 《차고 지르기》에 출연한 허처슨은 단역인 버키 웨스턴 역을 맡았다. 같은 해, 《리틀 맨하탄》에 주연인 게이브 버턴 역으로 출연하였다. 이 작품의 첫 부분에는 허처슨의 남동생인 코너가 잠깐 등장한다. 또, 《자투라: 스페이스 어드벤쳐》에서도 주연인 월터 역을 맡았다. 허처슨은 이 작품으로 젊은 예술가상 남우주연상을 수상하였다. 2006년 초, 《런어웨이 버케이션》에 출연한 허처슨은 로빈 윌리엄스가 연기한 밥 먼로의 아들 칼 먼로를 연기했다.
2007년에 공개된 판타지 영화 《비밀의 숲 테라비시아》는 뉴질랜드에서 촬영되었으며, 제시 에런스를 연기하였다. 같이 출연한 애나소피아 로브와의 우정에 대해, 허처슨은 "우리는 좋은 친구가 되었고, 그것을 나는 이 영화에서 보여줄 생각이다."라고 하였다. 허처슨과 로브는 이 영화에 캐스팅되기 전에 원작 소설을 읽지 안았다고 시인했다. 허처슨은 이 작품으로 또 한 번 젊은 예술가상 남우주연상 후보에 올라 수상하였으며, 로브 또한 여우주연상을 수상하였다. 같은 해 공개된 《파이어하우스 독》에서 개와 친구가 되는 소방관 아들 셰인 페이히 역을 연기하였다. 허처슨은 촬영장에서 동물과 같이 촬영하는 것에 대해 매우 인내심과 자신감을 가졌다고 한다. 2008년 공개된 범죄 드라마 영화 《윙드 크리처스》에서는 지미 재스퍼슨을 연기하였다. 쥘 베른의 소설 《지구 속 여행》을 원작으로 한 《잃어버린 세계를 찾아서》는 2008년 공개되었다. 3D로 제작된 이 영화는 브렌던 프레이저와 함께 연기하였으며, 숀 앤더슨 역을 맡았다. 2009년, 《대런 섄 시리즈》의 첫 작품 〈괴물 서커스단〉을 원작으로 한 《틴에이지 뱀파이어》에 스티브 레너드 역으로 출연했다. 2010년에는 《에브리바디 올라잇》에서 조연인 레이저 역을 맡았다. 2011년 공개된 영화 《디텐션》에서는 클래프턴 데이비스 역으로 출연했을 뿐만 아니라, 제작에도 참여하였다.

### 2011-현재

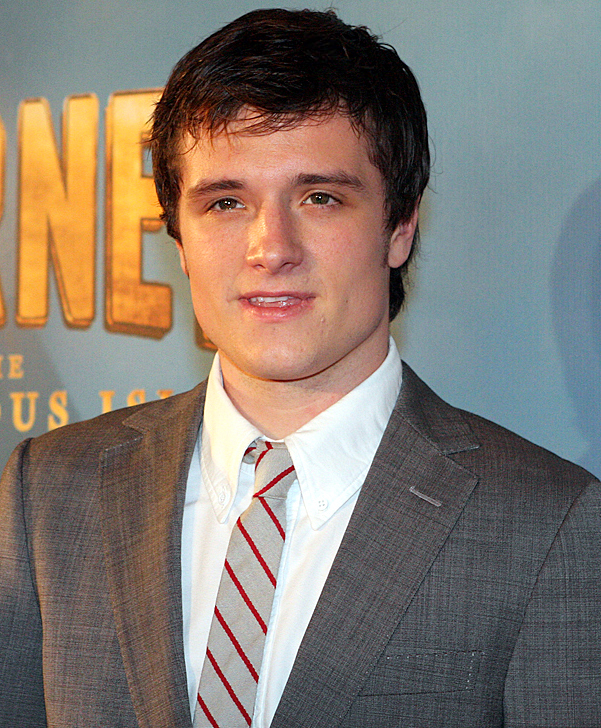
2012년 《잃어버린 세계를 찾아서 2: 신비의 섬》 프리미어에서 허처슨 (시드니)

2011년 4월, 라이언스게이트는 수잔 콜린스의 소설 시리즈 《헝거 게임 삼부작》을 원작으로 한 《헝거 게임 영화 시리즈》에 허처슨을 피타 멜라크 역으로, 제니퍼 로렌스를 캣니스 에버딘 역으로 캐스팅했다고 발표하였다. 2012년에 공개된 《더 포저》에서는 조슈아 메이슨 역으로 연기를 하는 동시에 총제자자로도 참여하였다. 《잃어버린 세계를 찾아서》의 속편인 《잃어버린 세계를 찾아서 2: 신비의 섬》도 같은 해에 공개되었다. 《헝거 게임 영화 시리즈》의 첫번째 작품인 《헝거 게임: 판엠의 불꽃》은 2012년 3월에 공개되었다. 허처슨의 연기는 평론가들의 절찬을 받았다. CNN은 허처슨의 연기에 대해 "빨리 성숙해져야만 했던 소년 역에 유머와 상처 입은 내면을 불어넣었다."라고 하였다. 이 작품으로 허처슨은 MTV 무비 어워드에서 연기상과 싸움상을 수상하였다. 2012년 후반 공개된 《레드 던》에서는 로버트 키트너 역을 맡았다. 이 작품은 1984년 동명 영화의 리메이크 작품으로, 평론가들에게 혹평을 받았다. 로튼 토마토에서는 12%를 받아, 허처슨이 출연한 영화 중 가장 혹평이 많은 영화가 되었다.
2013년, 액션 모험 애니메이션 영화 《에픽: 숲속의 전설》에서 노드 역을 맡아 비욘세 놀스와 콜린 패럴과 함께 목소리 출연을 하였다. 《헝거 게임 영화 시리즈》의 두 번째 작품인 《헝거 게임: 캣칭 파이어》는 같은 해 11월에 공개되었다. 로튼 토마토에서 90%를 받으며 평론가들에게 절찬을 받았다. 흥행에서도 성공하여, 2013년에 공개된 영화 중 다섯 번째로 흥행 수입을 냈으며, 허처슨이 출연한 영화 중 가장 크게 흥행한 영화가 되었다. 2013년 11월 23일 방영된 《새터데이 나이트 라이브》에 출연하여 진행을 맡았다.
《헝거 게임 영화 시리즈》의 세 번째 작품인 《모킹제이》는 두 개의 파트로 나누어져 공개되었다. 첫 번째 파트인 《헝거 게임: 모킹제이》은 미국에서 2014년 11월 20일에, 두 번째 파트인 《헝거 게임: 더 파이널》은 미국에서 2015년 11월 20일에 공개되었다.

## 사생활

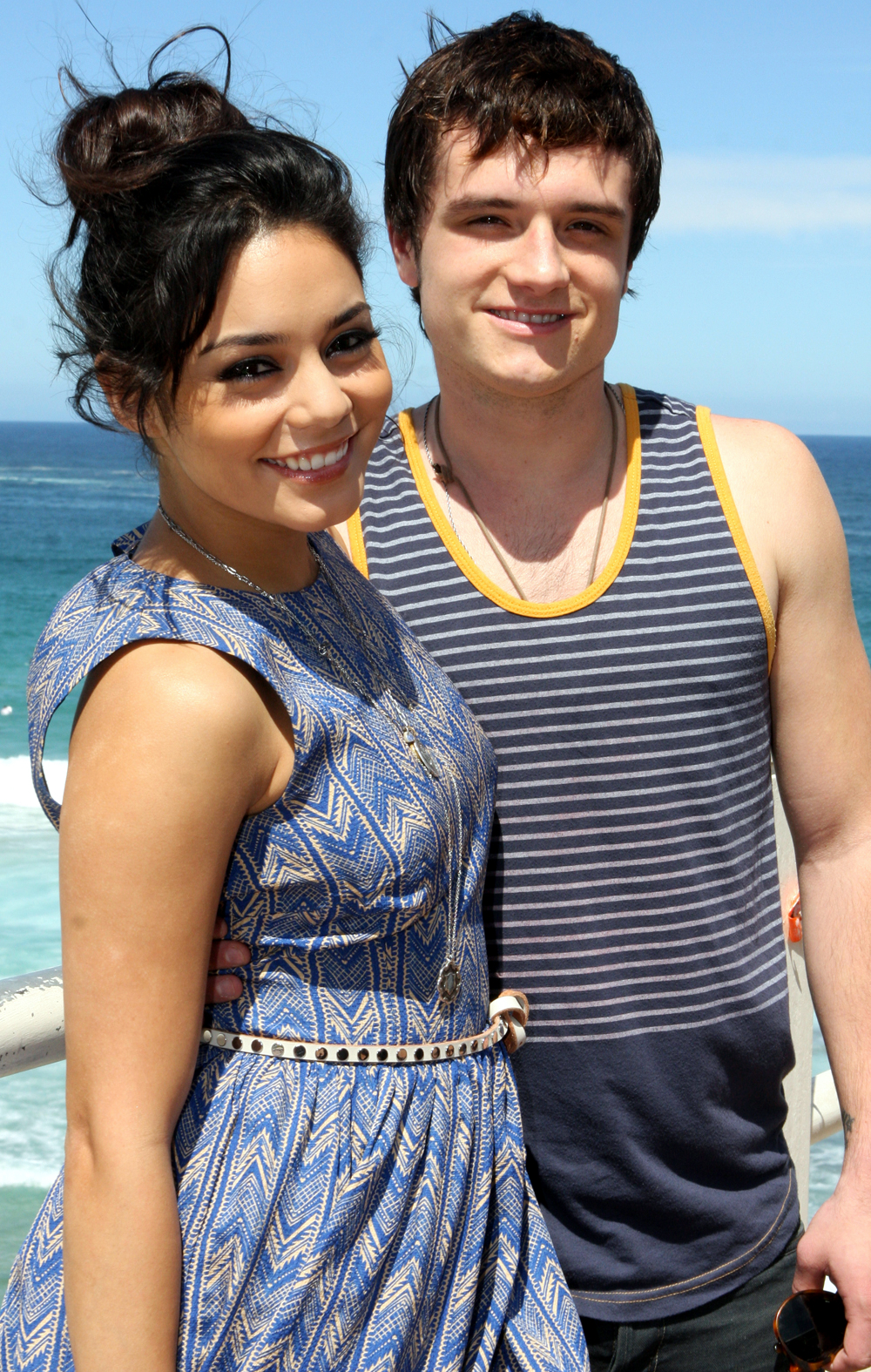
2012년 본다이비치에서 허처슨과 전 여자친구 버네사 허진스

허처슨의 취미와 관심사로는 자동차, 볼링, 축구, 트라이애슬론, 기타 연주, 송라이팅, 농구, 암벽 등반 등이 있다. 허처슨은 디젤, 닉슨, 드라이버라는 이름의 개를 키우고 있다. 핏불 테리어인 드라이버는 2012년에 분양하여 키우고 있다. 허처슨은 저스틴 팀버레이크의 오랜 팬으로, 어렸을 때 팀버레이크의 머리 색 중 하나로 똑같이 염색을 하기도 하였다. 허처슨은 또한 연기에 대해 제이크 질런홀에게 영감을 받았다고 한다.
허처슨은 켄터키 출신으로, 어렸을 때부터 쭉 켄터키 와일드캣츠와 근교에 위치한 신시내티 레즈의 팬이다. 2012년 7월 신시내티 레즈와 마이애미 말린스의 경기에서 시구를 하기도 하였다.
허처슨은 《잃어버린 세계를 찾아서 2: 신비의 섬》 촬영을 통해 만난 버네사 허진스와 교제하였다. 하지만 2012년 1월, 지금은 "좋은 친구"로 남았다며 결별한 것을 인정하였다. 2013년부터 허처슨은 《파라다이스 로스트 마약 카르텔의 왕》 촬영을 통해 만난 클라우디아 트라이사크와 데이트하기 시작하였다.
2008년 9월 허처슨은 생애 처음으로 이탈리아를 여행하여, 로마와 밀라노를 방문하였다. 이탈리아에서 허처슨은 어린이 영화 만들기 행사를 열었다. 생애 처음으로 투표한 대통령 선거인 2012년 미국 대통령 선거에서 허처슨은 트위터를 통해 버락 오바마를 지지하였다. 2012년에 로스앤젤레스의 한 집을 샀는데, 그 집은 2005년까지 엘런 디제너러스의 집이였으며, 2007년까지는 히스 레저의 집이였다.
허처슨은 어밴 조기아와 함께 게이 스트레이트 얼라이언스의 캠페인 "Straight But Not Narrow"를 시작했다. 허처슨의 동성애자였던 두 삼촌은 허처슨이 태어날 즈음 에이즈로 사망하였다. 2012년 4월 GLAAD의 뱅가드 어워드(Vanguard Award)에서 허처슨은 성적 소수자를 위해 활동한 점을 인정 받아 상을 받으면서 역대 최연소 수상자가 되었다. 자신의 성적 취향에 대해 허처슨은 2013년 10월 잡지 아웃에서 비록 이성애자지만 사람을 꼬리표로 제한하는 것을 좋아하지 않는다고 말했다.

## 출연 작품

### 영화
| 년도 | 제목                                | 원제                                     | 역할                     | 참고         |
| ---- | ----------------------------------- | ---------------------------------------- | ------------------------ | ------------ |
| 2003 | 아메리칸 스플렌더                   | American Splendor                        | 로빈                     |              |
| 2004 | 모토크로스 키즈                     | Motocross Kids                           | TJ                       |              |
| 2004 | 하울의 움직이는 성                  | ハウルの動く城                           | 마르클                   | 영어 더빙    |
| 2004 | 폴라 익스프레스                     | The Polar Express                        | 영웅 소년                |              |
| 2005 |                                     | One Last Ride                            | 조이                     |              |
| 2005 | 차고 지르기                         | Kicking & Screaming                      | 버키 웨스턴              |              |
| 2005 | 리틀 맨하탄                         | Little Manhattan                         | 게이브리얼 "게이브" 버턴 |              |
| 2005 | 자투라: 스페이스 어드벤쳐           | Zathura: A Space Adventure               | 월터                     |              |
| 2006 | 런어웨이 버케이션                   | RV                                       | 칼 먼로                  |              |
| 2007 | 비밀의 숲 테라비시아                | Bridge to Terabithia                     | 제시 에런스              |              |
| 2007 | 파이어하우스 독                     | Firehouse Dog                            | 셰인 페이히              |              |
| 2008 | 윙드 크리처스                       | Winged Creatures                         | 지미 재스퍼슨            |              |
| 2008 | 잃어버린 세계를 찾아서              | Journey to the Center of the Earth       | 숀 앤더슨                |              |
| 2009 | 틴에이지 뱀파이어                   | Cirque du Freak: The Vampire's Assistant | 스티브 "레오파드" 레너드 |              |
| 2010 | 에브리바디 올라잇                   | The Kids Are All Right                   | 레이저 올굿              |              |
| 2010 |                                     | The Third Rule                           | 척                       | 단편 영화    |
| 2011 | 디텐션                              | Detention                                | 클래프턴 데이비스        | 제작 겸 배우 |
| 2012 | 잃어버린 세계를 찾아서 2: 신비의 섬 | Journey 2: The Mysterious Island         | 숀 앤더슨                |              |
| 2012 | 헝거 게임: 판엠의 불꽃              | The Hunger Games                         | 피타 멜라크              |              |
| 2012 | 세븐 데이즈 인 하바나               | 7 Days in Havana                         | 테디 앳킨스              |              |
| 2012 | 더 포저                             | The Forger                               | 조슈아 메이슨            | 제작 겸 배우 |
| 2012 | 레드 던                             | Red Dawn                                 | 로버트 키트너            |              |
| 2013 | 에픽: 숲속의 전설                   | Epic                                     | 노드                     | 목소리 출연  |
| 2013 | 헝거 게임: 캣칭 파이어              | The Hunger Games: Catching Fire          | 피타 멜라크              |              |
| 2014 | 파라다이스 로스트 마약 카르텔의 왕  | Escobar: Paradise Lost                   | 닉                       |              |
| 2014 | 헝거 게임: 모킹제이 - 파트 1        | The Hunger Games: Mockingjay – Part 1    | 피타 멜라크              |              |
| 2015 | 헝거 게임: 모킹제이 - 파트 2        | The Hunger Games: Mockingjay – Part 2    | 피타 멜라크              |              |
| 2016 | 승부 없는 싸움                      | In Dubious Battle                        | 클래프턴 데이비스        | 제작 겸 배우 |
| 2017 | 더 디제스터 아티스트                | The Disaster Artist                      | 필립 홀디먼              |              |
| 2017 | 트래저디 걸스                       | Tragedy Girls                            | 토비 미첼                |              |
| 2023 | 프레디의 피자가게                   | Five Nights at Freddy's                  | 마이크 슈밋              |              |
| 2024 | 비키퍼                              | The Beekeeper                            | 데릭                     |              |

### 텔레비전
| 년도    | 제목                   |                          | 역할                    | 참고                                                   |
| ------- | ---------------------- | ------------------------ | ----------------------- | ------------------------------------------------------ |
| 2002    | 비커밍 글렌            | Becoming Glen            | 어린 글렌               | 파일럿 에피소드                                        |
| 2002    | 하우스 블렌드          | House Blend              | 닉 하퍼                 | 파일럿 에피소드                                        |
| 2002    | ER                     | ER                       | 맷                      | 에피소드: "First Snowfall"                             |
| 2003    | 더 디비전              | The Division             | 매슈 인우드             | 에피소드: "Till Death Do Us Part"                      |
| 2003    | 라인 오브 파이어       | Line of Fire             | 도니 롤링스             | 에피소드: "Take the Money and Run"                     |
| 2003    | 미라클 독스            | Miracle Dogs             | 찰리 로건               | 텔레비전 영화                                          |
| 2003    | 와일더 데이스          | Wilder Days              | 크리스 모스             | 텔레비전 영화                                          |
| 2004    | 저스티스 리그          | Justice League Unlimited | 밴엘 / 어린 브루스 웨인 | 목소리 출연 에피소드: "For the Man Who Has Everything" |
| 2004    | 에디스 파더            | Eddie's Father           | 에디 코빗               | 파일럿 에피소드                                        |
| 2004    | 파티 웨건              | Party Wagon              | 토드 E. 바틀리          | 텔레비전 영화, 목소리 출연                             |
| 2012    | 펑크드                 | Punk'd                   | 본인                    | 에피소드: "Lucy Hale"                                  |
| 2013    | 새터데이 나이트 라이브 | Saturday Night Live      | 호스트                  | 에피소드: "Josh Hutcherson/Haim"                       |
| 2017-20 | 퓨처맨                 | Future Man               | 조시 퍼터먼             | 제작 겸 배우                                           |

## 수상 및 후보 목록
| 연도 | 상                               | 부문                                   | 작품                                                                 | 결과 |
| ---- | -------------------------------- | -------------------------------------- | -------------------------------------------------------------------- | ---- |
| 2004 | 젊은 예술가상                    | 남우주연상 (TV 영화·미니시리즈·스페셜) | 《와일더 데이스》                                                    | 후보 |
| 2005 | 젊은 예술가상                    | 연기상 - 젊은 앙상블 캐스트상          | 《모토크로스 키즈》                                                  | 후보 |
| 2005 | 젊은 예술가상                    | 새 매체의 뛰어난 젊은 앙상블상         | 《폴라 익스프레스》                                                  | 수상 |
| 2006 | 젊은 예술가상                    | 남우주연상                             | 《자투라: 스페이스 어드벤쳐》                                        | 수상 |
| 2007 | 젊은 예술가상                    | 남우주연상                             | 《런어웨이 버케이션》                                                | 후보 |
| 2008 | 젊은 예술가상                    | 남우주연상                             | 《비밀의 숲 테라비시아》                                             | 수상 |
| 2008 | 젊은 예술가상                    | 젊은 앙상블 캐스트상                   | 《비밀의 숲 테라비시아》                                             | 수상 |
| 2009 | 젊은 예술가상                    | 남우주연상                             | 《잃어버린 세계를 찾아서》                                           | 후보 |
| 2010 | Breakthrough of the Year Awards  | 뛰어난 배우상                          | 《에브리바디 올라잇》                                                | 수상 |
| 2010 | 고섬상                           | 앙상블 캐스트상                        | 《에브리바디 올라잇》                                                | 후보 |
| 2010 | 워싱턴 D.C. 영화 비평가 협회     | 최우수 앙상블상                        | 《에브리바디 올라잇》                                                | 후보 |
| 2010 | 보스턴 영화 비평가 협회          | 최우수 캐스트상                        | 《에브리바디 올라잇》                                                | 후보 |
| 2010 | 라스베이거스 영화 비평가 협회    | 영화 속 젊은상                         | 《에브리바디 올라잇》                                                | 후보 |
| 2010 | 피닉스 영화 비평가 협회          | 최우스 캐스트상                        | 《에브리바디 올라잇》                                                | 후보 |
| 2011 | 여성 영화 기자 얼라이언스        | 최우수 앙상블 캐스트상                 | 《에브리바디 올라잇》                                                | 수상 |
| 2011 | 센트럴 오하이오 영화 비평가 협회 | 최우수 앙상블 캐스트상                 | 《에브리바디 올라잇》                                                | 후보 |
| 2011 | 방송 영화 비평가 협회상          | 최우수 연기 앙상블상                   | 《에브리바디 올라잇》                                                | 후보 |
| 2011 | 영화 배우 조합상                 | 뛰어난 연기상                          | 《에브리바디 올라잇》                                                | 후보 |
| 2012 | GLAAD                            | GLAAD 뱅가드 어워드                    | Straight But Not Narrow                                              | 수상 |
| 2012 | 뉴나우넥스트 어워드              | 차세대 메가스타상                      | 《헝거 게임: 판엠의 불꽃》                                           | 수상 |
| 2012 | 시네마콘 어워드                  | 올해의 뛰어난 연기자상                 | 《헝거 게임: 판엠의 불꽃》                                           | 수상 |
| 2012 | MTV 무비 어워드                  | 최우수 캐스트상                        | 《헝거 게임: 판엠의 불꽃》                                           | 후보 |
| 2012 | MTV 무비 어워드                  | 최우스 키스상                          | 《헝거 게임: 판엠의 불꽃》                                           | 후보 |
| 2012 | MTV 무비 어워드                  | 최우수 싸움상                          | 《헝거 게임: 판엠의 불꽃》                                           | 수상 |
| 2012 | MTV 무비 어워드                  | 최우수 연기상                          | 《헝거 게임: 판엠의 불꽃》                                           | 수상 |
| 2012 | 틴 초이스 어워드                 | Choice Movie: Liplock                  | 《헝거 게임: 판엠의 불꽃》                                           | 수상 |
| 2012 | 틴 초이스 어워드                 | 여름의 초이스 SF/판타지                | 《헝거 게임: 판엠의 불꽃》 & 《잃어버린 세계를 찾아서 2: 신비의 섬》 | 수상 |
| 2012 | 두 섬싱 어워드                   | 남자 영화 스타상                       | 《헝거 게임: 판엠의 불꽃》                                           | 수상 |
| 2013 | 피플스 초이스 어워드             | 온스크린 케미스트리상                  | 《헝거 게임: 판엠의 불꽃》                                           | 수상 |
| 2014 | MTV 무비 어워드                  | 최우수 연기상                          | 《헝거 게임: 캣칭 파이어》                                           | 수상 |